# Prinzessin-Rupprecht-Heim

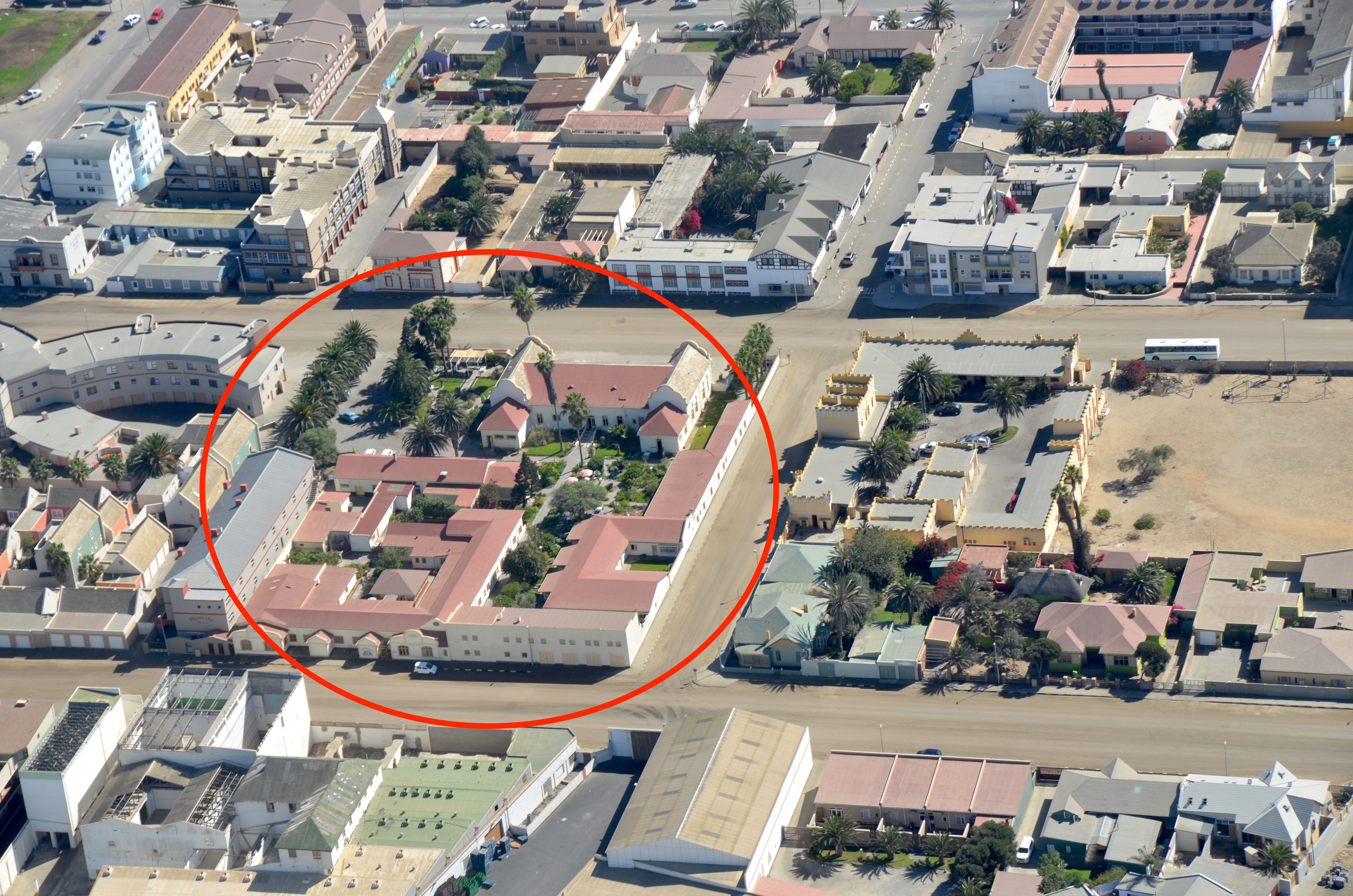
Das Prinzessin-Rupprecht-Heim aus der Vogelperspektive (2017)

Das Prinzessin-Rupprecht-Heim ist ein im Jugendstil errichtetes Baudenkmal im namibischen Seebad Swakopmund und ein Nationales Denkmal in Namibia. Es wurde in den Jahren 1901 bis 1902 als Lazarett für die damalige Schutztruppen in Deutsch-Südwestafrika errichtet, wurde aber mit Beginn des Ersten Weltkrieges umgebaut und erhielt infolgedessen seinen noch heutigen Namen zu Ehren von Marie Gabrielle, der Frau des Prinzen Rupprecht von Bayern.

## Geschichte
Das Gebäude wurde 1901 auf Weisung von Theodor Leutweins, des damaligen Kommandeurs der Kaiserlichen Schutztruppe, als Militärkrankenhaus errichtet. Architekt war Carl Schmidt. Das milde Küstenklima Swakopmunds galt schon damals als besonders heilwirkend. Im Jahresbericht für 1903 bis 1904 verzeichnete ein damaliger Arzt des Lazaretts unter anderem 480 behandelte Personen, darunter 137 Weiße und 343 Farbige.
Während des Hererokrieges 1904 bis 1908 übernahm das Militär die Verwaltung des Hauses. Durch die Türen des Lazaretts mussten in dieser Zeit viele Krankenbetten transportiert werden. 1904 wurde direkt neben das Lazarett die Kaserne gebaut. Das Gebäude wurde 1905 erweitert (Operationssaal, Quarantänequartier, Leichenhalle) und 1909 geschlossen.
Bereits im Jahr 1910 besuchte Hofrat Dr. Emil Schwörer, der Vorsitzenden des Bayerischen Landesvereins vom Roten Kreuz, Deutsch-Südwestafrika. Er war im Auftrage des Roten Kreuzes auf der Suche nach einem geeigneten Standort für ein Erholungsheim des Roten Kreuzes. Seine Wahl fiel wegen des kühlen Seeklimas auf Swakopmund, da es „wohl am geeignetsten ist, die von der Hitze des Innern des Landes erschlafften Nerven zu erfrischen.“ Im Jahr 1912 konnten die notwendigen Verhandlungen zwischen ihm und der Gemeinde Swakopmund als nahezu abgeschlossen betrachtet werden. Das alte Militärlazarett wurde der Gemeinde Swakopmund unentgeltlich, mit der Auflage hieraus ein Erholungsheim zu errichten, zur Verfügung gestellt. Der Landesverein vom Roten Kreuz leistete einen Betrag von 60.000 Mark an die Gemeinde, die mit dieser Summe das Erholungsheim mit 50 Plätzen umbaute. Die damaligen Krankenzimmer und heutigen Gästezimmer tragen noch ihre ursprünglichen Bezeichnungen bayerischer Städte wie Bamberger-, Erlanger-, Hofer- oder Rosenheimer Zimmer. Diese Ortsnamen leiten sich aus den Namen der Rotkreuz-Ortsvereinigungen ab, die für den Umbau des Gebäudes im Jahr 1913 Gelder aufbrachten. Die Einweihung fand am 7. Januar 1914 statt. Als erste Oberin wirkte hier Marie Douglas, bis sie im Jahr 1920 wieder nach Deutschland zurückkehrte. Nach ihr ist heute in Swakopmund ein Alten- und Pflegeheim benannt (10 Rhode Allee Str.). Sie erhielt im Jahr 1923 für ihre vielfältigen Tätigkeiten in Königsberg, Tsingtau und Swakopmund die Florence-Nightingale-Medaille zuerkannt. Ihr folgte in Swakopmund als Oberin Rose Gerth.
Während des Ersten Weltkrieges arbeiteten in Deutsch-Südwestafrika, unter anderem im Swakopmund und Windhoek, 20 Schwestern, unter ihnen 11 Hebammenschwestern, zwei Kindergartenschwestern und Oberin Douglas. Sie stammten alle aus dem Deutschen Frauenverein vom Roten Kreuz für die Kolonien. In Windhoek verwaltete eine Schwester des Vereins einen Kindergarten der Kirchengemeinde. Eine Schwester starb in dieser Zeit infolge eines Autounfalles. Nachdem Deutsch-Südwestafrika 1915 von der Südafrikanische Union eingenommen wurde, wurde auch das Erholungsheim geplündert. Es gibt Bericht nach denen Oberin Douglas nach ihrer Rückkehr nach Swakopmund in der Stadt wieder aus dem Heim gestohlene Materialien (z. B. 27 requirierte Betten) zurückbekam. Auch soll sie sich im Jahr 1917 erfolgreich gegen eine Beschlagnahme des Heimes zur Wehr gesetzt haben.
In den Folgejahren wurde das „Heim“ für verschiedene Zwecke genutzt (Erholungsheim, Lazarett, Krankenhaus, Wöchnerinnenheim), die jeweils immer an den Bedürfnissen der Zeit ausgerichtet waren. Im Jahr 1921 übernahm der Generalvorstand des Frauenverein vom Roten Kreuz für Deutsche über See die Verwaltung des Erholungsheimes aus den Händen des Bayerischen Landesvereins. Außer dem Erholungsheim gab es bis 1985 ein Entbindungsheim sowie ein Kinder- und Schülerheim.

## Hotel
Heute wird etwa die Hälfte des Hauses als Hotel unter dem Namen Hotel Prinzessin Rupprecht geführt. Die andere Hälfte ist weiterhin ein Altenheim.

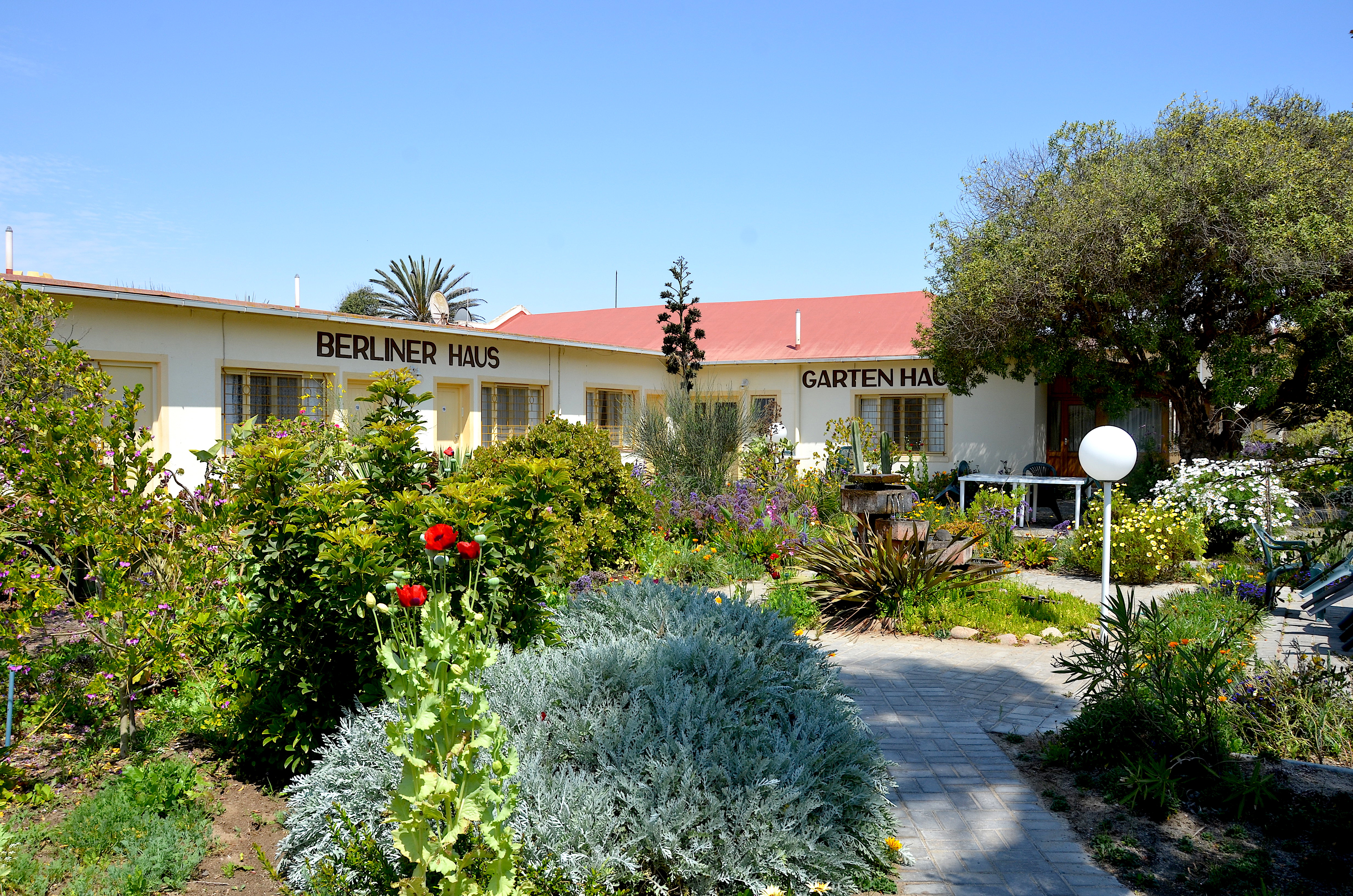
Innenhof von Hotel und Altenheim (2014)